# Couvent des religieuses hospitalières de Notre-Dame de la Miséricorde
Le couvent des religieuses hospitalières de la Miséricorde de Jésus, dit aussi hôpital de Saint-Julien et de Sainte-Basilisse ou hôpital de la Miséricorde de Jésus, est un ancien établissement religieux situé à Paris, dans l'actuel 5e arrondissement. Occupé par l'Armée après la Révolution française, le couvent est détruit dans les années 1820 et la caserne Monge est construite à son emplacement.

## Situation
Son entrée était située no 61 rue Mouffetard. Les terrains s'étendaient jusqu'à la rue Gracieuse,.

## Histoire
Il existait dans le faubourg Saint-Antoine une maison hospitalière destinée à servir d'asile et à fournir des remèdes et des secours aux pauvres femmes ou filles malades. Jacques Le Prévost, seigneur d'Herbelay, qui était maître des requêtes eut l'idée de former une autre maison en faisant appel aux religieuses hospitalières de Dieppe. Il leur légua, par contrat du 18 juin 1652, 1 500 livres de rente et une maison située à Gentilly afin de former le couvent de la communauté des religieuses hospitalières de la Miséricorde de Jésus,.
Par lettres-patentes de 1655, elles furent autorisées à transférer leur maison à Paris, dans une propriété sise rue Mouffetard. Achetée au sieur Le Begue en 1653, cette propriété était composée de deux maisons accompagnées de cours et de jardins. Les religieuses firent construire une chapelle, ainsi que plusieurs bâtiments mais qui tombaient en ruines au début du XVIIe siècle. Sous la direction de lieutenant-général de police d'Argenson le Roi, Louis XIV, fait réparer l'hôpital de Saint-Julien et de Sainte-Basilisse, également appelé hôpital de la Miséricorde de Jésus, au début du XVIIIe siècle,. La chapelle de ce couvent étant sous le vocable de saint Julien et de sa femme, Sainte Basilisse. Les religieuses prirent le nom de hospitalières de Saint Julien et de Sainte Basilisse de l'ordre de Saint-Augustin. Il y avait dans cette maison 37 lits, dont une partie avait été fondée par des particuliers, qui avait le droit de les faire occuper gratuitement, les autres coûtaient 36 francs par mois. L'église des Hospitalières de la Miséricorde de Jésus était petite et bien entretenue. Il y avait au-dessus du maître-autel, une toile d'un peintre inconnu intitulée Résurrection de Notre-Seigneur.
La communauté religieuse est supprimée en 1790 durant la Révolution. Les bâtiments, occupés par l'armée, sont démolis de 1824 à 1830.